# Marco Predieri
Marco Predieri (Firenze, 31 agosto 1977) è un attore teatrale, giornalista e drammaturgo italiano.

## Biografia
Inizia la carriera professionale in seno alla Compagnia Cenacolo dei Giovani, del drammaturgo e regista Oreste Pelagatti. In seguito collabora con diverse compagnie nazionali affiancando colleghi quali Mario Martelli, Remo Masini, Manuelita Baylon, Anna Montinari, Claudia Koll e molti altri. Tra le interpretazioni segnalate dalla critica Nel nome del padre di Luigi Lunari, Trappola per topi di Agatha Christie, I parenti terribili di Jean Cocteau, La notte di José Saramago, prima e unica rappresentazione in lingua italiana dell'opera.
Nella stagione di prosa 2005/2006 ha riportato sulla scena, in veste di attore e produttore, Il visitatore di Éric-Emmanuel Schmitt, rappresentato in Italia unicamente da Turi Ferro e Kim Rossi Stuart nella stagione 1996/1997. Nelle numerose produzioni che lo hanno visto interprete è stato diretto tra gli altri da Rosaria Bux, Fiorella Sciarretta, Paolo Biribò, Fiorenza Brogi. Nell'estate 2006 riceve il premio come miglior attore non protagonista al Festival Nazionale di Teatro di Foligno. La stagione teatrale 2006/2007 vede il suo esordio come regista con Plaza Suite di Neil Simon, di cui è anche produttore e interprete accanto a Marilena Manfredi, Anna Montinari e Marcello Allegrini. Il 25 maggio 2007 è protagonista delle celebrazioni per il quarto centenario della morte di santa Maria Maddalena de' Pazzi, con la lettura-spettacolo Venite ad amare l'amore nella cattedrale di Firenze, Santa Maria del Fiore, accanto all'attrice Claudia Koll. La stagione teatrale 2007/2008 lo vede protagonista di un'originalissima versione de La ragazza a stelle e strisce di Neil Simon, con il titolo di Andy e Norman (…e Sofia), ridotta e diretta da Alessandro Riccio e con l'attrice argentina Carolina Gamini e Daniele Melissi. Nell'ottobre 2008 è ancora una volta accanto a Claudia Koll nella laude di Jacopone da Todi Il pianto de la Madonna. Nell'aprile 2009 debutta in Gallina vecchia di Augusto Novelli con Remo Masini e Anna Montinari, spettacolo che riprende nella stagione 2009/2010. Nell'aprile 2010 veste il ruolo di Aldo Palazzeschi nella riduzione teatrale del romanzo Sorelle Materassi accanto alle attrici Manuelita Baylon e Adelaide Foti. Nella primavera 2011 sempre accanto a Manuelita Baylon e Adelaide Foti è protagonista della commedia Arsenico e vecchi merletti, tratta dal film di Frank Capra del 1944. Il 31 gennaio 2014 debutta a Firenze come drammaturgo, con la sua prima commedia d'autore Cuori matti, che riproporrà anche nelle stagioni successive con una tournée nazionale che toccherà tra le altre piazze anche le città di Roma, Torino e Parma. A Cuori matti sono seguite le commedie Vermouth on the ro(CS)x, Stasera vi parlo così e Chi ha incastrato Mary Poppins, andata in scena in prima nazionale al Teatro di Cestello di Firenze nel dicembre 2016, dove lo affiancano sul palco Maria Rita Scibetta, Rita Iacone e Simone Marzola. Tutte firmate come autore e regista. Nell'estate 2015 è regista e protagonista dello spettacolo La storia di Cyrano prodotto dal Festival Intrecci d'Estate Nexus, dove interpreta il ruolo di Cyrano de Bergerac. Tornerà a vestire il ruolo di Cyrano in una successiva produzione per il teatro, nelle stagioni 2017/2018 e 2018/2019. Nell'aprile 2018 debutta la sua nuova commedia, come autore, che firma anche come regista, Analisi illogica, che vede protagonisti Giorgia Trasselli e Simone Marzola. Nell'estate 2020 è direttore artistico dei Rosennano Musical Days, nonché autore e regista della serata evento Castelnuovo Musical Nigth, che lo vede anche in scena accanto a Francesca Nunzi, Giorgia Trasselli e alle star del musical Silvia Querci, Luca Giacomelli Ferrarini e Cristian Ruiz. Nel 2019 appare in un cameo nella fiction Pezzi unici, nel ruolo di un paramedico, in una scena con Loretta Goggi e Sergio Castellitto. Il 23 dicembre va in onda sul canale televisivo Clivo Tv la trasmissione Regalo di Natale, da Marco Predieri ideata e condotta, che viene resa disponibile anche sulla piattaforma internazionale Klapster. Da novembre 2020 sul web viene trasmessa la miniserie Area 51 - mutanti teatrali, realizzata insieme a Francesca Nunzi con vari ospiti nelle diverse puntate. Il 28 maggio 2021 torna in scena con lo spettacolo da lui scritto Il Costruttore di valigie con la regia e la partecipazione di Francesca Nunzi.
Dalla prima edizione, che ha visto la luce nell'agosto 2020, è direttore artistico del Premio Stelle dello Spettacolo.
Dal 2010 al 2014 è stato direttore artistico del Teatro Lumière di Firenze. Nel 2015 torna a collaborare stabilmente alla direzione artistica e organizzazione dello storico Teatro di Cestello sempre a Firenze. Dal 2018 collabora alla realizzazione e direzione artistica del Mindie, prima rassegna nazionale di Musical Off e Indipendente in Italia.
All'attività di attore affianca quella di giornalista e critico teatrale.

## Esperienza in politica
Nel 2014 si candida con la lista Scaletti, per il consiglio comunale di Firenze, a sostegno della candidatura a sindaco di Cristina Scaletti, raggiungendo il secondo posto in lista a sole due preferenze dal capolista Gianni De Magistris. Il suo impegno prosegue attivamente con la lista civica, iniziando a collaborare con la maggioranza e la giunta comunale fiorentina. Nelle elezioni amministrative 2019 si candida per il consiglio comunale di Firenze a sostegno di Dario Nardella nella lista civica Nardella Sindaco.

## Radio
Nel maggio 2008 è impegnato nella registrazione di un radiodramma sulla vita di Giorgio La Pira per la Rai (produzione Rai International), accanto all'attore Virginio Gazzolo. L'impegno come attore radiofonico  in Rai prosegue tuttora. Tra le registrazioni che lo vedono protagonista Pinocchio e Cuore, nasce l'Italia di Pier Francesco Listri. Nell'ottobre 2009 registra Rinascimento in nero di Gabriele Parenti con, tra gli altri, Chiara Conti. Nel 2010 registra poi Viaggio in Toscana, trasmesso da Rai Italia nel contenitore quotidiano Racconto Italiano.

## Premio per il Teatro 2009 Festival Villa Basilica
L'11 luglio 2009 Marco Predieri riceve il premio speciale "Giulia Ammannati" per il Teatro al Festival Nazionale di Cinema Teatro e Televisione di Villa Basilica. Tra le motivazioni il suo impegno di attore teatrale e radiofonico, di produttore e giornalista dello spettacolo per le sue qualità di interprete, l'imprenditorialità e come giornalista "per aver trovato un linguaggio nuovo nel parlare ai lettori delle problematiche legate al mondo dello spettacolo".